# 奥利维·杜阿梅尔
奥利维·杜阿梅尔（法語：Olivier Duhamel，1950年5月2日—）是一位法国政治人物，在1997到2004年间为欧洲议会一员，曾任法国世纪俱乐部主席。